# Nazareth (Texas)
Nazareth es una ciudad ubicada en el condado de Castro en el estado estadounidense de Texas. En el Censo de 2010 tenía una población de 311 habitantes y una densidad poblacional de 330,79 personas por km².

## Geografía
Nazareth se encuentra ubicada en las coordenadas 34°32′31″N 102°6′8″O / 34.54194, -102.10222. Según la Oficina del Censo de los Estados Unidos, Nazareth tiene una superficie total de 0.94 km², de la cual 0.94 km² corresponden a tierra firme y (0%) 0 km² es agua.

## Demografía
Según el censo de 2010, había 311 personas residiendo en Nazareth. La densidad de población era de 330,79 hab./km². De los 311 habitantes, Nazareth estaba compuesto por el 98.71% blancos, el 0.32% eran afroamericanos, el 0.96% eran amerindios, el 0% eran asiáticos, el 0% eran isleños del Pacífico, el 0% eran de otras razas y el 0% pertenecían a dos o más razas. Del total de la población el 10.61% eran hispanos o latinos de cualquier raza.